# Valea Mare (gmina Ivănești)
Valea Mare – wieś w Rumunii, w okręgu Vaslui, w gminie Ivănești. W 2011 roku liczyła 531 mieszkańców.